# Prokurator Generalny (Szwajcaria)
Prokurator Generalny (niem. Der Bundesanwalt, fr. Le Procureur général, wł. Il Procuratore generale della Confederazione) – urzędnik w Konfederacji Szwajcarskiej, odpowiadający za kierowanie Biurem Prokuratora Generalnego Konfederacji Szwajcarskiej. Prokurator Generalny wraz z dwoma Wiceprokuratorami Generalnymi wybierany jest przez Zgromadzenie Federalne. Obecnie (stan na sierpień 2022 roku) funkcję Prokuratora Generalnego pełni Stefan Blättler.

## Lista Prokuratorów Generalnych
| Imię i nazwisko     | Lata      |
| ------------------- | --------- |
| Paul Migy           | 1851–1852 |
| Jakob Amiet         | 1852–1856 |
| wakat               | 1857–1889 |
| Jakob Albert Scherb | 1889–1899 |
| Otto Kronauer       | 1899–1916 |
| Franz Stämpfli      | 1916–1948 |
| Werner Lüthi        | 1949–1955 |
| wakat               | 1955      |
| René Dubois         | 1955–1957 |
| wakat               | 1957–1958 |
| Hans Fürst          | 1958–1967 |
| Hans Walder         | 1968–1974 |
| Rudolf Gerber       | 1974–1989 |
| wakat               | 1989–1990 |
| Willy Padrutt       | 1990–1993 |
| Carla Del Ponte     | 1994–1998 |
| wakat               | 1999      |
| Valentin Roschacher | 2000–2006 |
| wakat               | 2007      |
| Erwin Beyeler       | 2007–2011 |
| Michael Lauber      | 2012–2020 |
| wakat               | 2020–2021 |
| Stefan Blättler     | 2022–     |